# LOVEHOLIC
『LOVEHOLIC』（ラブホリック）は、2021年2月17日にavex traxから発売された韓国のアイドルグループNCT 127の日本での2枚目のミニ・アルバム。

## 概要
- 『Awaken』より約1年10カ月ぶりとなる日本オリジナル作品。
- 2020年12月23日に発売される予定であったが、2021年2月17日に発売日が変更された[5]。
- 日本語新曲5曲と韓国2ndフルアルバム『Neo Zone』タイトル曲「英雄; Kick It」の合計6曲が収録されている。
- テーマは「愛」。世界中で起こる様々な問題もお互いの「愛」を持って向き合えば何かが変わるかもしれない、という願いが込められている[6]。
- リード曲でラブストーリーを歌うのはNCT 127史上初の試みである。

### プロモーション
- 2021年1月27日の「127day」に収録曲「First Love」を先行配信した[7]。
- 2月15日、リード曲「gimme gimme」のミュージックビデオが公開された[8]。
- 2月15日放送の『CDTVライブ!ライブ!』[9]、3月19日放送『ミュージックステーション』に出演し「gimme gimme」を披露した[10]。

## チャート成績
オリコンアルバムチャートでは週間1位、2月の月間1位を獲得した。
初動3日間で147,923枚、当週177,825枚を売り上げて、2021年3月1日付のBillboard Japan Hot AlbumsおよびBillboard Japan Top Albums Salesチャートで1位を獲得した。
日本レコード協会からはゴールドディスク認定を受けた。

## 収録曲
1. gimme gimme [3:39]
  - 作詞 ：MEG.ME
  - 作曲 ：KENZIE、Moonshine(Ludvig Evers & Jonatan Gusmark)、Bobii Lewis、Cazzi Opeia(Moa Anna Carlebecker Forsell)

リード曲。「重い愛」がテーマである。
2. Lipstick [3:33]
  - 作詞 ：SHOW for Digz, Inc. Group
  - 作曲 ：LDN Noise AKA Greg Bonnick、Hayden Chapman、DEEZ、Ebenezer Olaoluwa Fabiyi、Adrian McKinnon
3. First Love [3:00]
  - 作詞 ：SHOW for Digz, Inc. Group
  - 作曲 ：G'harah“PK”Degeddingseze、Wilbart“Vedo”McCoy III、Jay & Rudy
4. Chica Bom Bom [3:20]
  - 作詞 ：BOYHOOD for Digz・Inc・Group
  - 作曲 ：Didrik Thott、Willie Weeks、Dani Paz
5. 英雄; Kick it [3:53]
  - 作詞 ：Wutan、Rick Bridges、danke (lalala studio)
  - 作曲 ：Dwayne “Dem Jointz” Abernathy Jr.、Mayila Jones、Rodnae “Chikk” Bell、DEEZ、Ryan S・Jhun

韓国2ndフルアルバム『Neo Zone』収録曲。
6. Right Now [3:13]
  - 作詞 ：AKIRA
  - 作曲 ：Dwayne “Dem Jointz” Abernathy Jr.、lan Jeffrey Thomas、Andrew Beckner、Ryan S. Jhun